# لوك جيمس
لوك جيمس (بالإنجليزية: Luke James)‏ (4 نوفمبر 1994 في المملكة المتحدة - ) هو لاعب كرة قدم بريطاني في مركز الهجوم. لعب مع برادفورد سيتي ونادي بيتربورو يونايتد ونادي هارتلبول يونايتد.

## وصلات خارجية
- لوك جيمس على موقع قاعدة بيانات كرة القدم.إي يو (الإنجليزية)
- لوك جيمس على موقع Soccerbase.com (لاعب) (الإنجليزية)
- لوك جيمس على موقع Soccerway.com (الإنجليزية)